# Masacre de Sivas

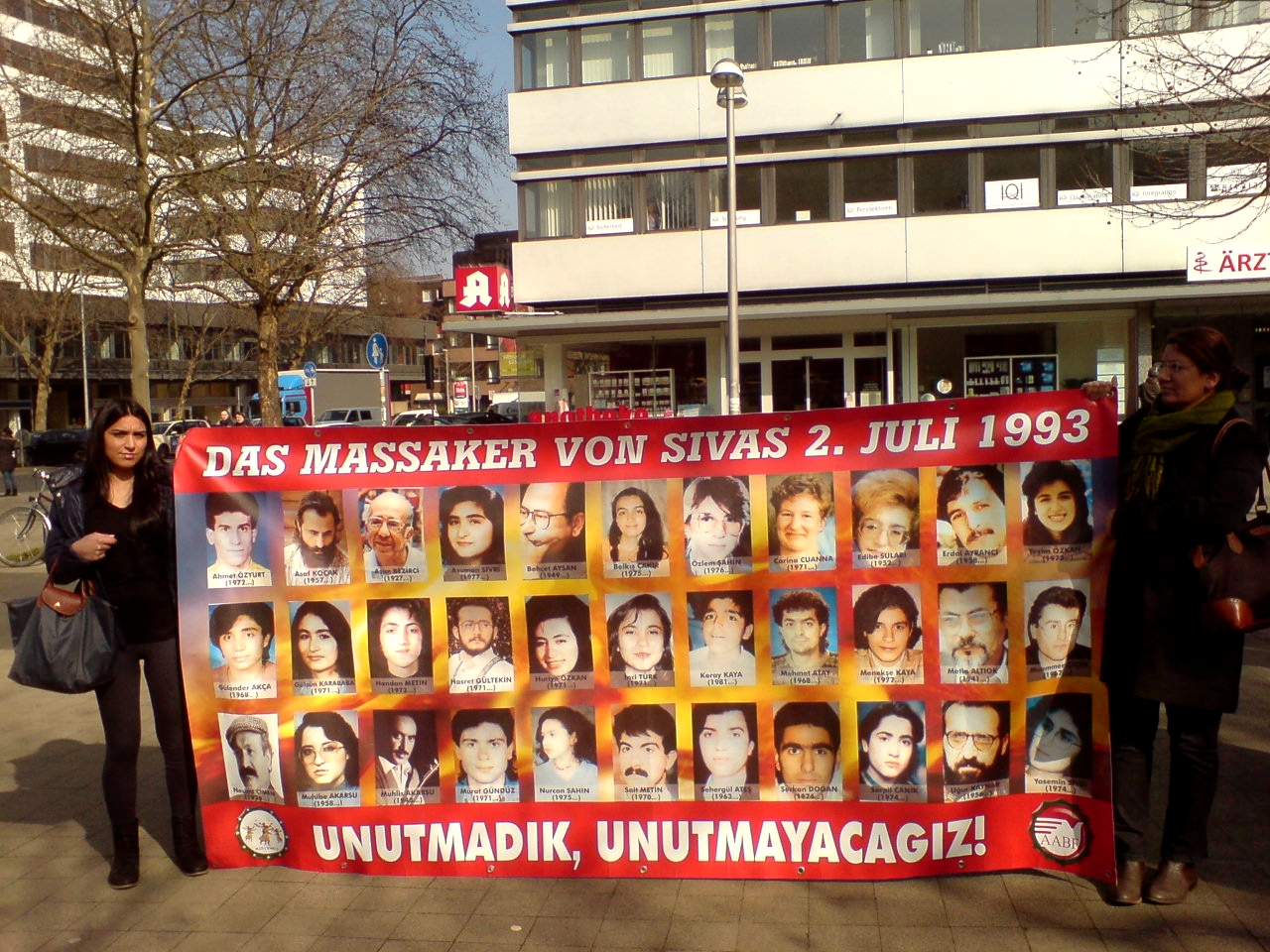
Fotos de las víctimas de Sivas del 2 de julio de 1993.

La masacre de Sivas se refiere a los hechos acontecidos en la localidad de Sivas (Turquía), con el incendio de un hotel el 2 de julio de 1993, donde murieron quemadas 36 personas (alevitas, intelectuales izquierdistas no alevitas y un antropólogo holandés) que asistían a una conferencia cultural, por obra de fanáticos sunitas locales. 

## Desarrollo
Asistía a la conferencia un intelectual izquierdista y ateo turco de origen tártaro criméo, Aziz Nesin, muy odiado entre los fundamentalistas, pues fue él quien dijo que iba a publicar en Turquía la polémica novela de Salman Rushdie Los versos satánicos. 
Algunos fundamentalistas de Sivas, después de cumplir con los rezos del viernes en una mezquita cercana, marcharon al hotel donde se desarrollaba la conferencia y prendieron fuego al edificio. 
El Gobierno turco consideró este incidente como un hecho policial, aunque tenía como objetivo al grupo alevita, puesto que muchas de las víctimas del fuego eran artistas y músicos alevitas muy importantes. En el atentado mataron entre otros a un músico de la misma ciudad de Sivas, Hasret Gültekin, uno de los intérpretes contemporáneo más importantes e influyentes. Gültekin aún es considerado una gran pérdida para la cultura de anatolia de los alevitas. 
La respuesta de las fuerzas de la seguridad fue débil. El asalto duró 8 horas, sin una sola intervención de la policía ni de los militares. Los alevitas y la mayoría de los intelectuales en Turquía han denunciado que el incidente fue promovido por el gobierno local, mediante panfletos y propaganda publicados y difundidos días antes del incidente. 
El Gobierno turco se ha referido al incidente del hotel de Sivas como un ataque hacia los intelectuales, pero rechaza considerarlo como incidente dirigido hacia los alevitas.

## Lista de víctimas
- Muhlis Akarsu, 45 años, artista ;
- Muhibe Akarsu, 35 años, esposa de Muhlis Akarsu ;
- Gülender Akça, 25 años ;
- Metin Altıok, 52 años, poeta, escritor ;
- Ahmet Alan, 22 años ;
- Mehmet Atay, 25 años, periodista ;
- Sehergül Ateş, 30 años ;
- Behçet Aysan, 44 años, poeta ;
- Erdal Ayrancı, 35 años ;
- Asım Bezirci, 66 años, investigador y escritor ;
- Belkıs Çakır, 18 años ;
- Serpil Canik, 19 años ;
- Muammer Çiçek, 26 años, actor ;
- Nesimi Çimen, 62 años, poeta y artista ;
- Carina Cuanna, 23 años, periodista holandés ;
- Serkan Doğan, 19 años ;
- Hasret Gültekin, 23 años, poeta y artista ;
- Murat Güneş, 22 años ;
- Gülsüm Karababa, 22 años ;
- Uğur Kaynar, 37 años, poeta ;
- Asaf Koçak, 35 años, caricaturista ;
- Koray Kaya, 12 años ;
- Menekse Kaya, 17 años ;
- Handan Metin - 20 años
- Sait Metin, 23 años ;
- Huriye Özkan, 22 años ;
- Yeşim Özkan, 20 años ;
- Ahmet Öztürk, 21 años ;
- Ahmet Özyurt, 21 años ;
- Nurcan Şahin, 18 años ;
- Özlem Şahin, 17 años ;
- Asuman Sivri, 16 años ;
- Yasemin Sivri, 19 años ;
- Edibe Sulari, 40 años, artista ;
- Inci Türk, 22 años ;
- Kenan Yılmaz, 21 años.